# Titularbistum Selemselae
Selemselae (ital.: Selemsele) ist ein Titularbistum der römisch-katholischen Kirche.
Es geht zurück auf einen untergegangenen Bischofssitz in der gleichnamigen antiken Stadt, die in der römischen Provinz Africa proconsularis (heute nördliches Tunesien) lag. Der Bischofssitz war der Kirchenprovinz Karthago zugeordnet.
| Titularbischöfe von Selemselae |                                   |                                                   |                  |                   |
| Nr.                            | Name                              | Amt                                               | von              | bis               |
| 1                              | Miguel Angel Machado y Escobar    | emeritierter Bischof von San Miguel (El Salvador) | 10. Januar 1968  | 3. Oktober 1983   |
| 2                              | José María Arancedo               | Weihbischof in Lomas de Zamora (Argentinien)      | 4. März 1988     | 19. November 1991 |
| 3                              | Jaume Traserra Cunillera          | Weihbischof in Barcelona (Spanien)                | 9. Juni 1993     | 28. Juli 2001     |
| 4                              | Josep Ángel Sáiz Meneses          | Weihbischof in Barcelona (Spanien)                | 30. Oktober 2001 | 15. Juni 2004     |
| 5                              | Gustavo Rodolfo Mendoza Hernández | Weihbischof in Guatemala (Guatemala)              | 9. Juli 2004     |                   |